# Снігова королева

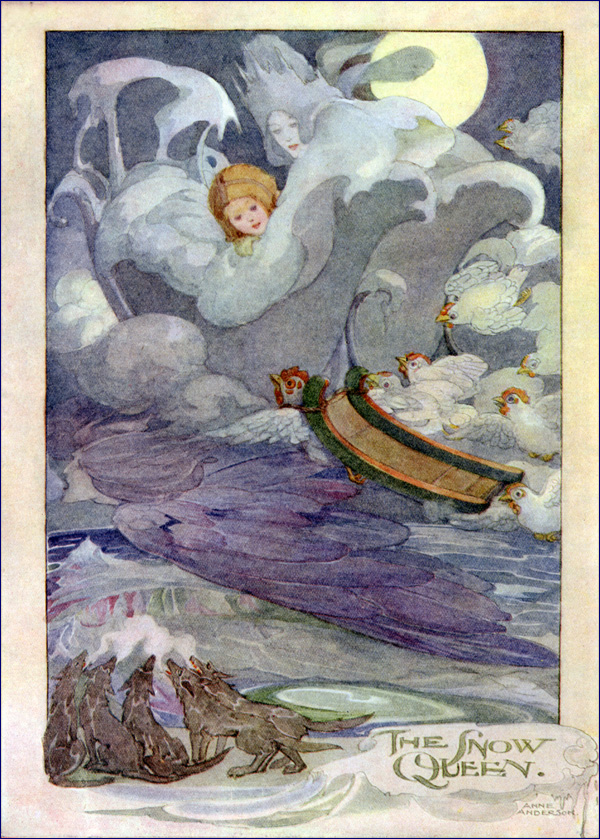
Ілюстрація казки Анни Андерсон

«Снігова́ Короле́ва», або «Снігова́ краля» (дан. Snedronningen) — казка данського письменника Ганса Крістіана Андерсена; написана 1844 року та опублікована рік по тому. На відміну від інших казок, що брали за основу фольклор та традиції інших народів, ця історія народилася в уяві автора.
Казка оповідає історію дітей Герди та Кая, що товаришують допоки одного зимового дня в очі Кая не влучає уламок диявольського дзеркала і не змінює його світогляд у такий спосіб, що все гарне і добре він тепер сприймає як потворне та погане. Добрий хлопчик перетворюється на норовливу дитину, злу і жорстоку. Одного разу, попри попередження, хлопчик прив'язує свої сани до карети зимової дами і їде з нею в невідомому напрямку. Виявляється, що це Снігова Королева, правителька крижаної землі, що не знає жодних теплих і щирих почуттів. Вона хоче використати Кая у власних цілях. Покинута сумна Герда вирушає на пошуки Кая, і, всупереч численним небезпекам й після багатьох пригод, зрештою знаходить свого друга та зцілює його. Описуване місто, в якому живуть Кай і Герда, нагадує Гайдельберг.

## Історія створення
Г. К. Андерсен створив казку «Снігова Королева» протягом п'яти днів — почав писати 5 грудня 1844 в готелі «Hôtel du Nord», де зупинився після багатокілометрової мандрівки Європою, а закінчив вже по поверненні до Данії. 21 грудня 1844 року казка вийшла друком. За словами критикині Наомі Льюїс письменник написав казку у «пориві натхнення», а не як «випрацьовану концепцію». Г. К. Андерсен описав твір такими словами: «Моя найновіша казка, „Снігова Королева“, постала з величезної потреби, вона так настирно крутилася у мене в голові, що зрештою шмигнула танцем на папері».
Прототипом Снігової Королеви стала оперна співачка Йоханна Марія Лінд, яка не відповідала взаємністю на залицяння письменника. За словами Стефана Хвіна: «Снігова королева в Андерсона — це символ жіночності, яка не вимагає теплих почуттів, що більшість чоловіків сприймає з полегшенням. Вона є чистою сексуальною красою без почуттєвих забовязань». Образ Герди змальовано з Лісбетти, подруги дитинства Андерсена, яка жила з ним по сусідству. Крім того, відомо, що перед смертю батько письменника заявив, що до нього завітала Льодяна Діва, персонаж скандинавського фольклору. Батько намалював на замерзлій шибці жіночий силуєт з розгорнутими руками, говорячи: «Напевно прийшла мене забрати», а вже після його смерті матір письменника сказала, що «забрала його Льодяна Діва». Образ бабусі змальовано з бабусі Андерсена, яка щодня приходила до сім'ї сина і часто приносила з собою квіти з саду. Крім того, постать бабусі також простежується у Старій Чарівниці.

## Сюжет

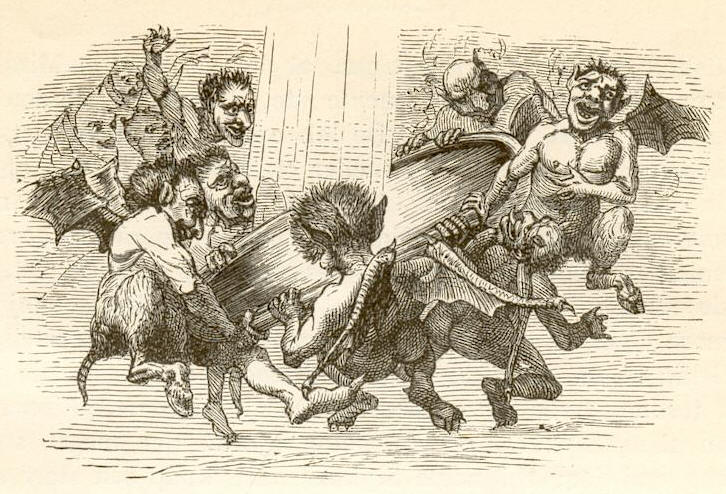
Ілюстрація Вільгельма Педерсена

### Дзеркало та його скалки
«Жив один лютий чорт. Він був дуже лютий, він був сам сатана!» Якось він зробив собі дивне дзеркало, у якому все хороше здавалося злим, а все погане здавалося ще гіршим.
Якось учні чорта взяли це люстерко і бігали повсюду, для власної втіхи наводячи його на людей, а потім вони захотіли полетіти на небо, щоб «посміятися над ангелами і самим Творцем». Але дзеркало вирвалося їм з рук і впало на землю, розбившись на тисячі скалок. «Деяким людям крихітна скалочка дзеркала потрапляла в серце, — і це було найжахливіше: серце перетворювалося на маленьку крижинку».

### Хлопчик та дівчинка

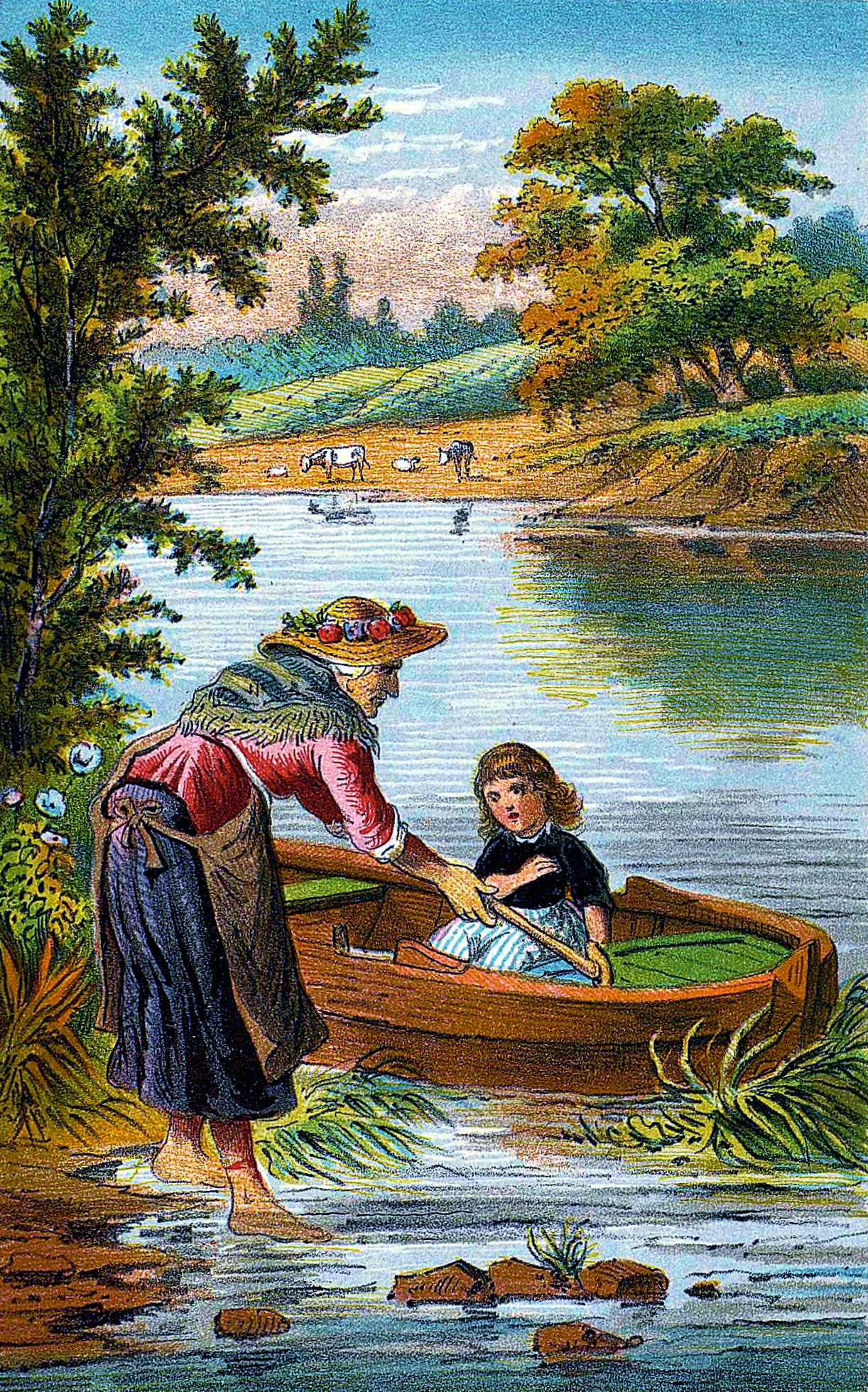
Ілюстрація 1888 року

Кай і Герда, хлопчик і дівчинка з бідних сімей — не родичі, але люблять один одного, наче брат і сестра. Вздовж ринви між їхніми будинками росли трояндові кущі. Однак, взимку діти не могли бавитись там, а мали ходити один до одного в гості. Одного дня, сидячи біля вікна і любуючись снігом, Кай запитав у бабусі: сніжинки — наче білі бджоли, а чи є в них королева, як у справжніх бджіл? «Звичайно, є, — відповіла бабуся. — Вона завжди там, де найзавзятіше крутить хурделиця. З-поміж усіх сніжинок вона найбільша. А ще вона ніколи не падає на землю, лише злітає до хмар. Часто опівночі вона пролітає по вулицях міста й зазирає у вікна, й від її погляду лід замерзає на склі й утворює чарівні візерунки, що нагадують квіти й палаци.»
Невдовзі приходить літо; Кай і Герда більше часу проводять у садочку на даху поміж троянд — і раптом Каєві в око потрапляє уламок магічного дзеркала, а серце його перетворюється на крижану кульку: він починає кепкувати з бабусі, знущатися з Герди. Троянди тепер видаються йому огидними, але водночас він захоплюється досконалістю сніжинок («Тут немає жодного недоліку — сніжинки досконалі»). Згодом Кай бере свої санчата і йде кататися на центральну площу. Прив'язавши санчата до одного з возів, він мчить все швидше і швидше, поміж хурделиці, чуючи лише пориви вітру: його забрала з собою сама Снігова Королева.

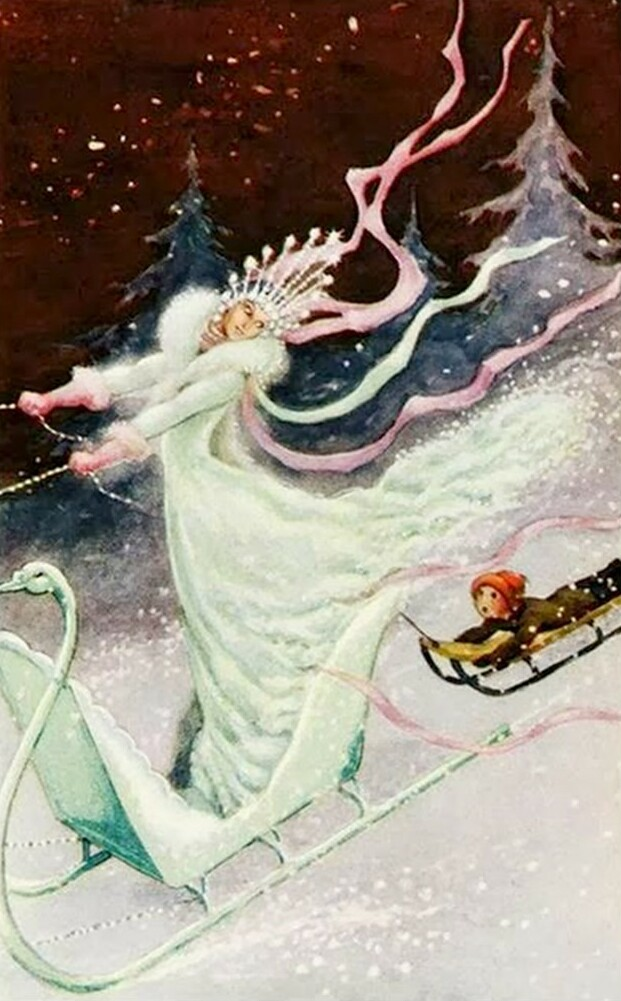
Ілюстрація Рудольфа Койву

### Квітник старої чарівниці

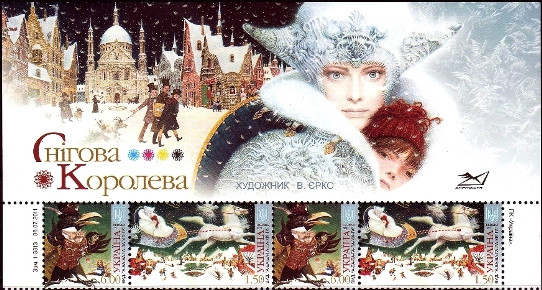
Художня марка

Герда вирушає на пошуки Кая, та під час своєї мандрівки зустрічає чарівницю, яка прихистила дівчинку і вирішила зробити її названою донькою. За допомогою чарів Герда забуває про свого зведеного брата Кая. Чарівниця також примушує трояндові кущі зникнути під землею, щоб вони часом не нагадали дівчинці про рідну домівку та Кая. Однак чарівниця забуває прибрати намальовану троянду зі свого капелюха; якогось дня Герда розглядала бабусин капелюх і помітила троянду. Дівчинка все пригадує і починає плакати, а її сльоза, що впала на заховану під землею троянду, змусила розпуститись пишний трояндовий кущ. Герда питає у троянд: — Чи не знаєте ви, де він? Він мертвий?, але отримавши заперечну відповідь, знову вирушає на пошуки Кая.

### Принц і принцеса
Вирвавшись з рук чарівниці, Герда помічає, що літо вже минуло і настала осінь. На своєму шляху дівчинка зустрічає великого крука, чия наречена служить у палаці короля придворною пташкою; з їхньої розмови випливає, що Кай прибув з невідомих країв і одружився з принцесою. Крук погоджується провести дівчинку до палацу, але стає зрозуміло, що вони помилилися. Принцу і принцесі стало шкода дівчинки й вони дарують їй пару черевиків, муфту, теплий одяг і карету з щирого золота, щоб вона як найшвидше відшукала Кая.

### Маленька Розбійниця

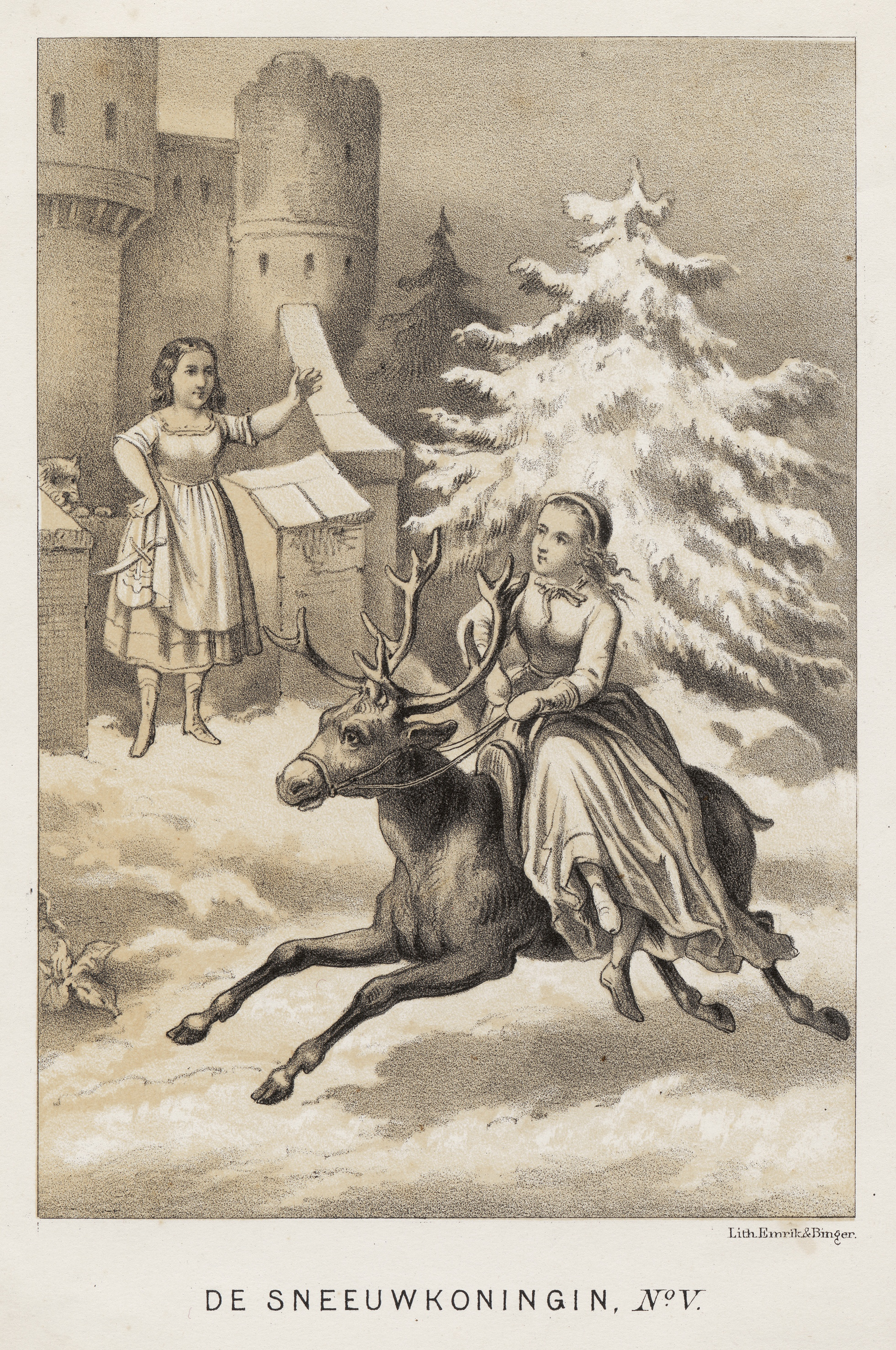
Ілюстрація 1880 року

Коли карета їде дрімучим лісом, на них нападають розбійники: вбивають кучера та лакеїв, забирають собі карету та нове вбрання Герди. Сама ж Герда потрапляє до рук Маленької розбійниці, дикої й неслухняної доньки старої розбійниці-ватажка. Дівчинка приводить її до розбійницького замку, де має намір тримати разом зі своїми звірятами; Герда розповідає Маленькій Розбійниці історію про Кая і свою мандрівку. Раптом голуби зі звіринця Розбійниці кажуть, що бачили Кая у санях Снігової королеви, яка прямувала на Північний полюс, до Лапландії. Маленька розбійниця відпускає Герду і дає їй свого оленя, який має відвезти дівчинку до самого замку Снігової Королеви.

### Лапландка і фінка

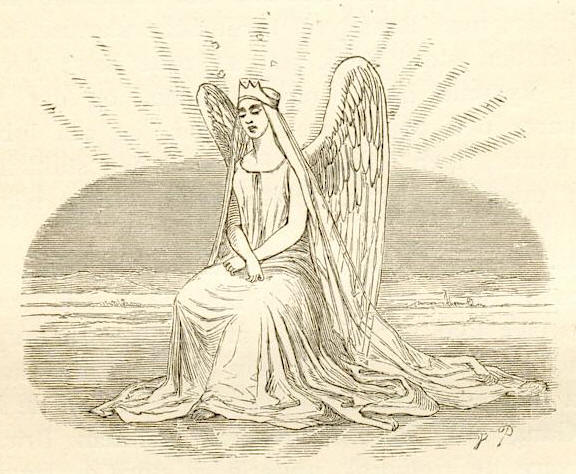
Ілюстрація Вільгельма Педерсена

Герда спиняється і ночує у гостиної лапландки, від якої дізнається, що Снігова Королева насправді живе у Фінляндії, за сотні миль від Лапландії. Вона радить їй побувати у гостях в одної мудрої фінки, якій передає своє послання, написане на в'яленій рибі. Олень відвозить Герду до фінки й просить у неї дати дівчинці таку силу, щоб вона змогла перемогти Снігову Королеву. На що вона відповідає: «Я не можу дати їй більшої сили, ніж та, якою вона вже володіє… Герда має чисте й невинне серце.» Попрощавшись з фінкою, Герда з оленем добираються до палацу Снігової королеви, звідки дівчинка вже сама продовжує свою мандрівку.

### У палаці Снігової Королеви, і що трапилось потім
Попри всі перешкоди, Герда входить до величезних дверей палацу і знаходить у порожній залі Кая, який намагається сформувати з уламків льоду слово «Вічність» (завдання Снігової королеви, яка вирушила до вулканів Етна й Везувій, щоб забілити їх снігом). За словами Снігової королеви, коли він складе це слово, він стане сам собі паном і вона подарує йому «цілий світ і нові ковзани». Герда плаче слізьми, що падають Каю на груди й розтоплюють його крижане серце. Герда також співає їхній улюблений псалом («Квітнуть троянди, щоб згодом зів'яти.»), і уламки льоду самі «на радощах» складаються у потрібне слово. Кай стає вільним і, взявшись за руки, вони повертаються додому.

## Персонажі

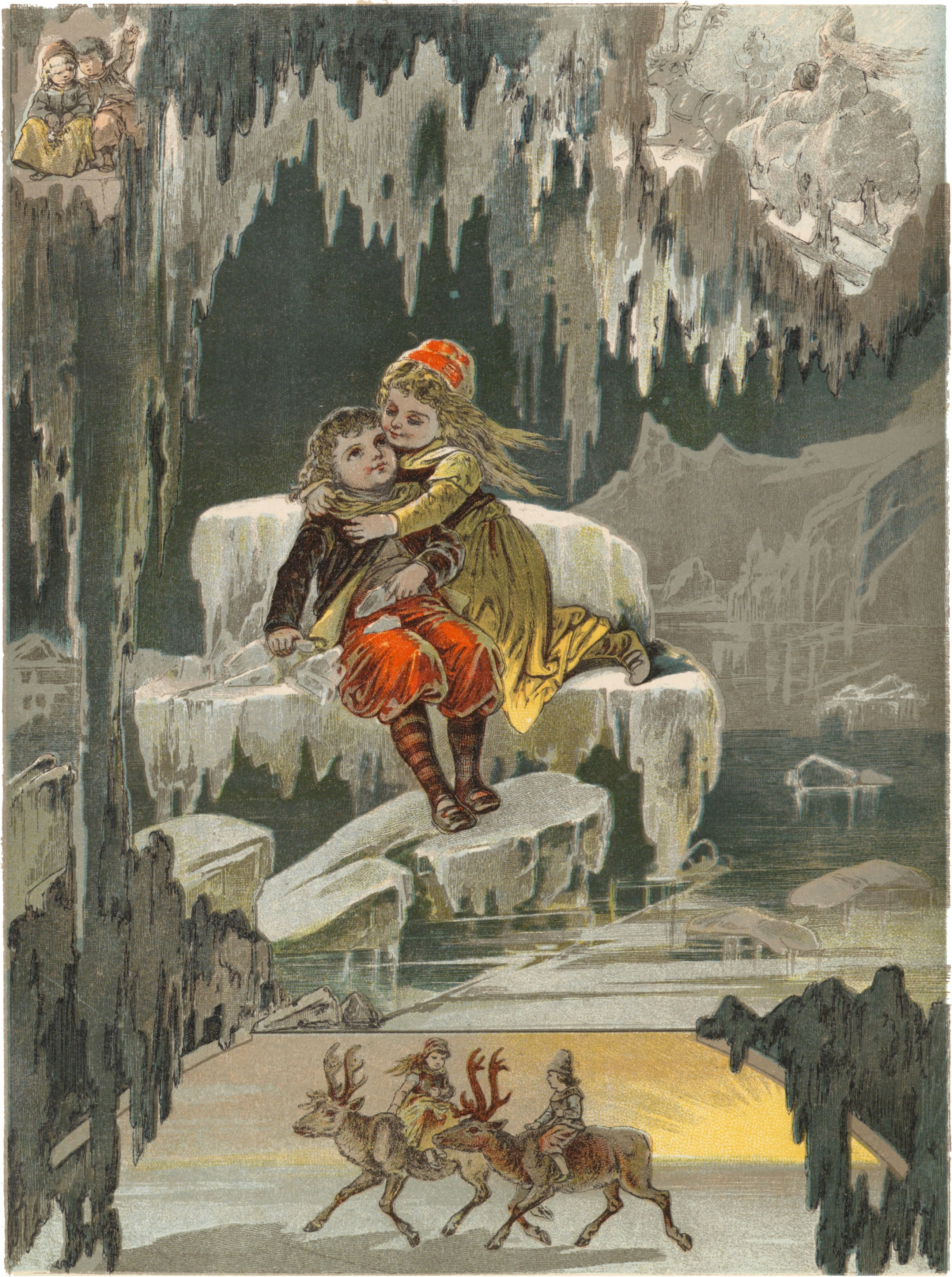
Ілюстрація Карла Офтердінгера

- Герда (дан. Gerda) — головна героїня казки, яка знаходить Кая і рятує його від Снігової королеви;
- Кай (дан. Kay) — хлопчик, що живе по сусідству з Гердою. Стає жертвою Снігової королеви та скалочки з чортового дзеркала;
- Снігова королева (дан. Snedronningen) — королева, яка забирає Кая до свого палацу та обіцяє звільнити його, якщо той зможе сформувати з уламків льоду слово «Вічність»;
- Троль (дан. Trolden), або Чорт/Сатана (дан. Djævlen), що робить дзеркало, у якому все хороше здавалося злим, а все погане здавалося ще гіршим. Скалки з розбитого дзеркала потрапляло деяким людям у серце і перетворювали їх на крижину;
- Бабуся (дан. Bedstemoderen) — бабуся Кая, яка розповідає дітям легенду про Снігову королеву;
- Стара Чарівниця (дан. en gamle Kone der kunne Trolddom) — стара жінка, що має хатинку і садок. Чарівниця вирішує прихистити Герду у себе, змусивши її за допомогою чарів забути Кая, але дівчинці згодом вдається пригадати його завдяки кущу троянд, що росли у садку;
- Ворон (дан. Kragen) — крук, який думає, що Кай став принцом у їхніх краях, одружившись з принцесою;
- Ручна ворона (дан. den tamme Krage) — наречена ворона, яка живе у палаці. У пошуках Кая, Ворона проводить Герду до королівської опочивальні;
- Принцеса (дан. Prinsessen), яка, почувши історію Герди, дарує їй пару черевиків, муфту, теплий одяг і карету з щирого золота, щоб вона могла як найшвидше відшукати Кая.
- Принц (дан. Prinsen) — бідний хлопець, який зміг підтримувати мудру розмову з принцесою і зрештою одружився з нею;
- Стара розбійниця (дан. den gamle Røverkælling) — стара розбійниця-ватажок, яка схопила Герду, що їхала у золотій кареті;
- Маленька Розбійниця (дан. den lille Røverpige) — дочка старої розбійниці. У звіринці малої розбійниці Герда дізнається від голубів та оленя, що Кай знаходиться в ув'язненні Снігової королеви. Почувши історію Герди, маленька розбійниця дає їй свого оленя і разом з ним дівчинка знову вирушає у подорож;
- Північний олень (дан. Bae) — олень, який відвозить Герду до самого замку Снігової Королеви.
- Лапландка (дан. Lappekonen) — жінка, від якої Герда дізнається, що Снігова королева насправді живе у Фінляндії. Лапландка дає дівчинці послання, написане на в'яленій рибі, яке Герда має передати мудрій Фінці, що зможе дати дівчинці таку силу, щоб вона змогла перемогти Снігову Королеву;
- Фінка (дан. Finnekonen) — жінка, що живе за дві милі від саду Снігової Королеви. Повідомляє, що чисте й невинне серце допоможе дівчинці перемогти Снігову королеву.

## Аналіз
Джеккі Вульшлегер, авторка біографії Андерсена, зауважила: «У казці виступає вісім жіночих персонажів і тільки один чоловік, жертва, хлопець, якого треба рятувати». Хоча у казці зустрічаються ще декілька чоловічих персонажів, однак вони виконують роль тла для оповіді та не беруть участі у безпосередньому розвитку сюжету. Ґерда переймає на себе традиційну чоловічу роль, завдяки їй світ знову повертається на властиві йому колії, а Кай — додому. Щоб усе це стало реальністю, Ґерда має пройти всі випробування, відзначитись відвагою та витривалістю. Таким чином, у казці простежуються елементи, що притаманні Bildungsroman. Мандрівка Ґерди — приклад відваги, вірності та витривалості, що робить «Снігову королеву» казкою про дорослішання.

## Українські видання і переклади (вибране)

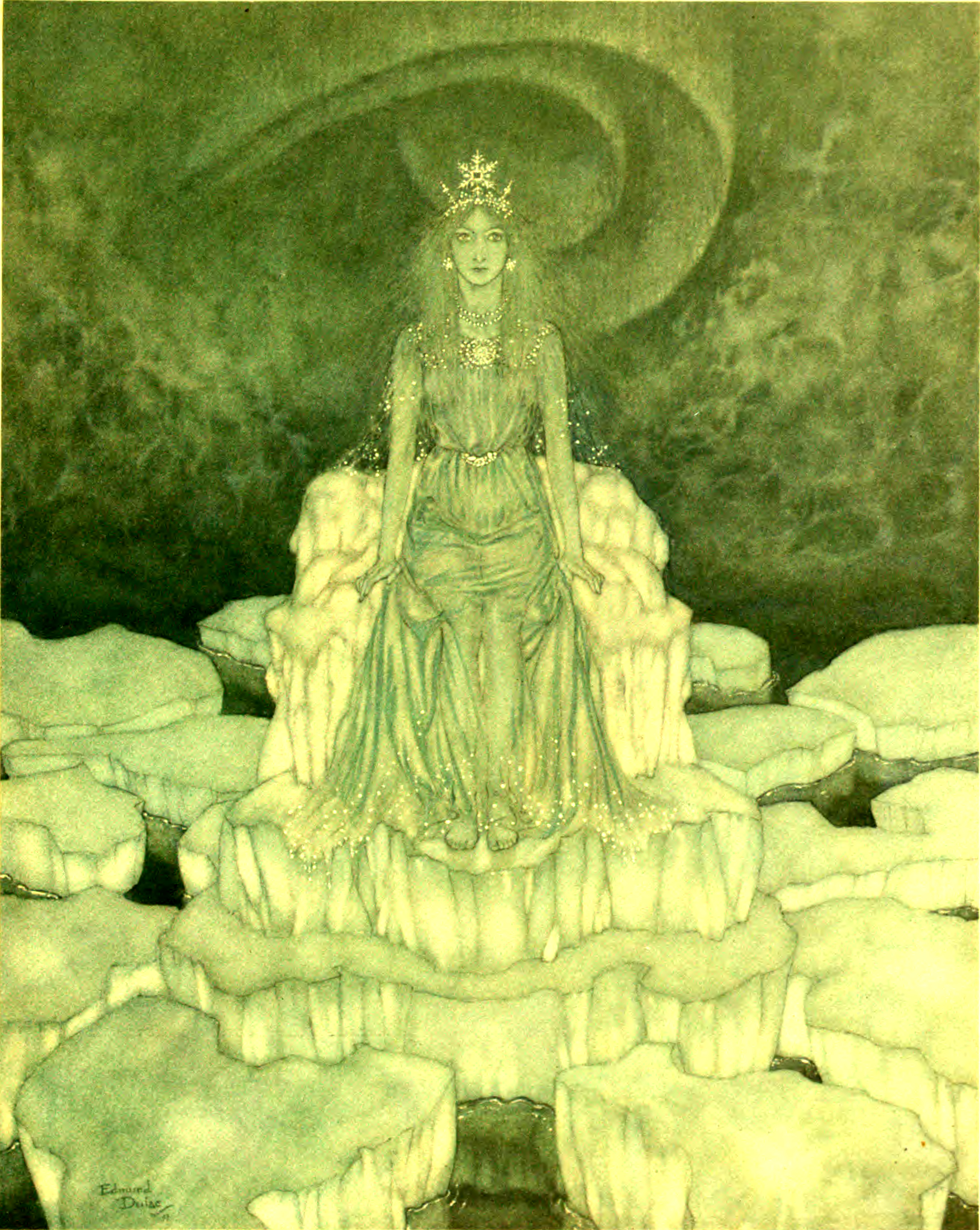
«Снігова королева»

1873 року вийшов перший український переклад казки під назвою «Снігова краля» у перекладі В. Стариченка.
1978 року у виданні «Музична Україна» вийшла книжна «Снігова королева» з ілюстраціями Аркадія Площанського та фортепіанними п'єсами української композиторки Жанни Колодуб. Видання містило сімнадцять фортепіанних п'єс та сорок ілюстрацій. За словами В. Клина здійснено «публікацію рідкісного з поліграфічної точки зору альбому, мета якого полягала у втіленні засобами музики і графіки змісту відомої казки Г. К. Андерсена»
2000 року у видавництві «А-БА-БА-ГА-ЛА-МА-ГА» вийшло видання «Снігової королеви» з ілюстраціями Владислава Єрка. 2006 року книжка здобула нагороду Фонду Андерсена «Найкраща дитяча книжка». 2012 року також вийшла інтерактивна версія видання для iPad.

### Інше
- Ганс Христіан Андерсен. Снігова королева: книга з доповненою реальністю. — Переклад з данської Наталі Іваничук, ілюстрації Галі Зінько. К. : Біла Сова, 2021. — 72 с. — ISBN 978-617-95142-5-8.
- Ганс Крістіан Андерсен. Снігова королева : казка з доповненою реальністю ; переклад з англійської Мії Марченко; ілюстрації Євгенії Гапчинської. — К. : Меджик букс, 2019. — 76 с. — ISBN 9786177727131.
- Ганс Крістіан Андерсен. Снігова королева / переклад з англійської Оксани Осмоловської ; ілюстрації Клер Кеді. — К. : КМ-Букс, 2018. — 27 с. — ISBN 9789669481313.
- Ганс Крістіан Андерсен. Снігова королева ; ілюстрації Олени Чичик ; [переказ Віти Левицької]. — К. : Країна мрій, 2013. — 362 с. — ISBN 9786175381595.

### Цензура
У радянських перекладах традиційно опускався псалом, який співають Кай і Герда, а також згадування про молитву Господню, завдяки якій Герда зуміла втихомирити крижані вітри, які охороняли палац Снігової Королеви, і дістатися до Кая.

## Адаптації

### Екранізації

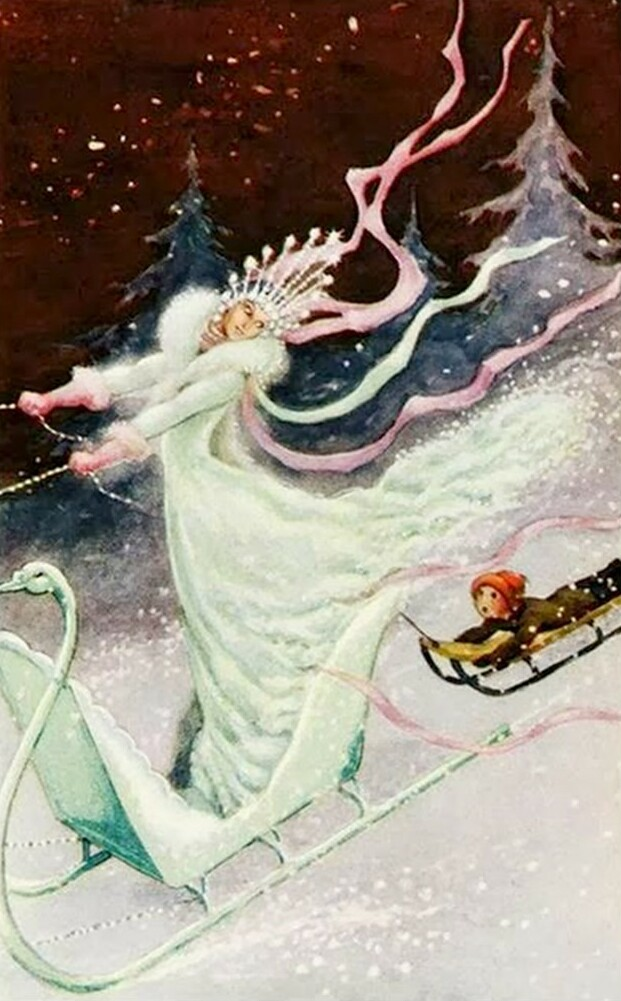
«Снігова королева»

- Снігова королева[en] (рос. Снежная королева, 1957) — радянський анімаційний фільм Лева Атаманова;
- Снігова королева (фільм, 1966) (рос. «Снежная королева») — російський радянський фільм-казка Генадія Казанського.
- Снігова королева (фін. Lumikuningatar) — фінський дитячий фентезійний фільм-казка Пайві Гартцеля;
- Снігова королева[en] (англ. The Snow Queen) — британський анімаційний фільм Мартіна Ґейтса;
- Помста Снігової королеви (англ. The Snow Queen's Revenge) — британський мультиплікаційний фільм 1996 року режисера Мартіна Ґейтса. Продовження мультфільму 1995 року «Снігова королева»;
- Снігова королева (мюзикл) (рос. Снежная королева, 2003) — новорічний фільм-мюзикл Максима Паперникова;
- Снігова королева (Wizart Animation) — російський комп'ютерний 3D-мультфільм
  - Снігова королева 2: Перезаморозка
  - Снігова королева 3: Вогонь і лід
  - Снігова королева 4: Задзеркалля

### Телебачення
- Таємниця Снігової королеви (рос. «Тайна Снежной королевы») — російський радянський художній фільм 1986 року режисера Миколи Олександровича;
- Снігова королева[en] (англ. Snow Queen, 2002) — телевізійний фільм режисера Девіда Ву;
- Снігова королева[en] (англ. Snow Queen, 2005) — телевізійний фільм режисера Майкла Керрінгтона;
- Снігова королева[en] — японське аніме (2005—2006).

### Балетні постановки
- Опера-балет (1968—1969), музика Михайла Раухвегера, балетмейстер Асаф Мессерер. Постановка Большого театру[9].
- Дитячий балет (1982), музика Жанни Колодуб, лібрето О. Стельмашенка. Поставлений на сцені Донецького оперного театру[10].
- Дитячий балет (2013), музика Андрія Бондаренка, хореографія Єлизавети Побірченко, художник-декоратор — Тамара Романова. Виконували Хореографічний колектив «Релеве» та інструментальний ансамбль «Соль-ре-соль».
- Балет «Снігова королева» у постановці А. Рехвіашвілі (2016, Київ, Національна опера України)[11]

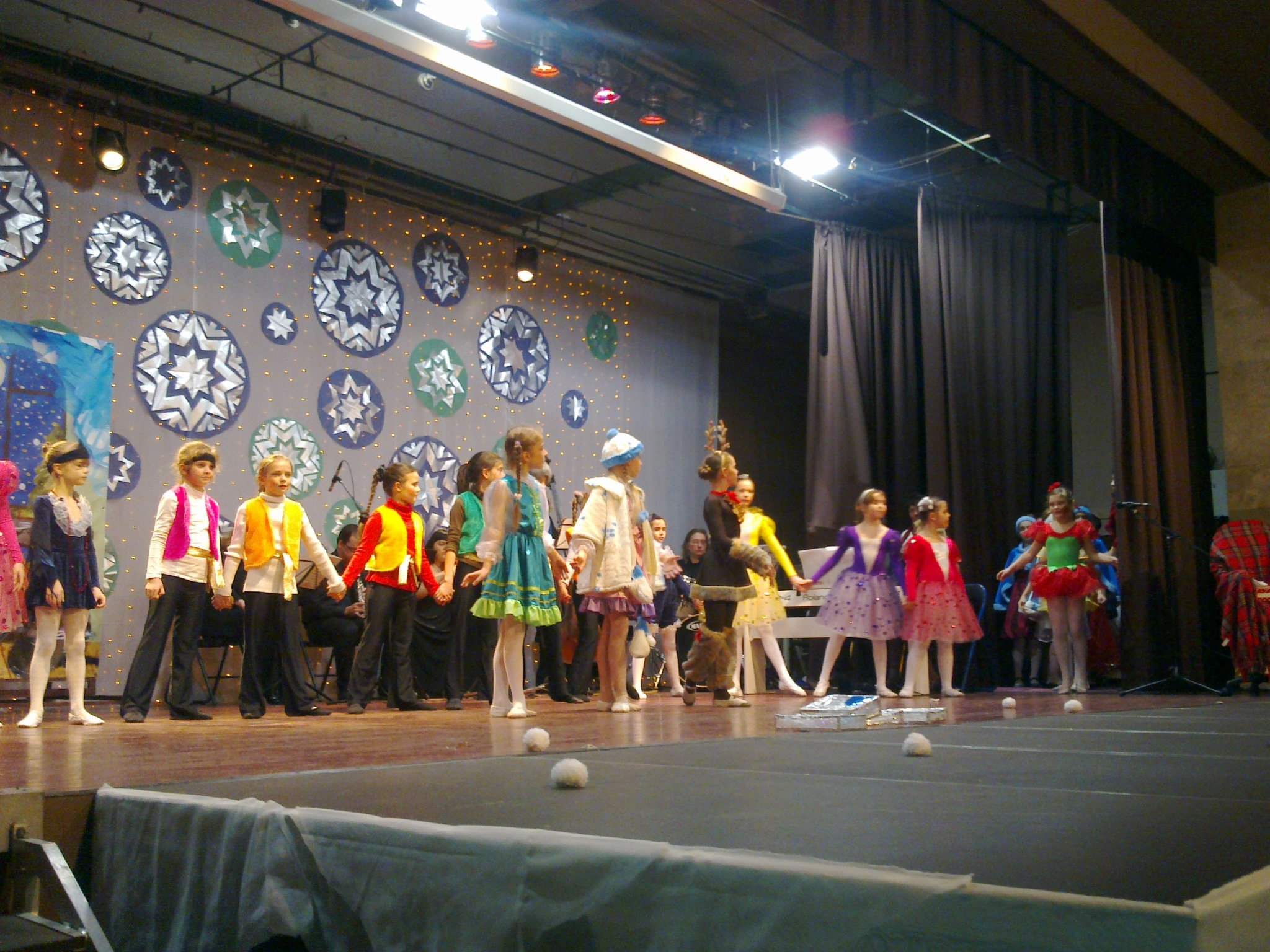
Сцена з балету у виконанні хореографічного колективу «Релеве»
Постер прем'єрної вистави у виконанні «Релеве»